# Kornbrennerei G. Melde
Die Kornbrennerei G. Melde war zeitweise eines der größten Privatunternehmen Deutschlands.
1992 wurde die Cottbuser Kornbrennerei und Likörfabrik GmbH (davor Konsum Kornbrand Melde Cottbus) von der Fa. H.C.Asmussen aus Bargteheide übernommen. Die Namensrechte der Marke „Melde“ hatte Underberg inne, da diese die nach dem Zweiten Weltkrieg in Orsoy neu gegründete Fa. Kniepf-Melde samt Namensrechte erworben hatte. Konsum Kornbrand Melde Cottbus führte den Namen „Melde“ nur in der DDR. Entsprechend der Forderung Underbergs durfte die Cottbuser Kornbrennerei und Likörfabrik GmbH nur noch bis zum 31. Oktober 1991 Produkte unter dem Namen „Melde“ vertreiben.

## Unternehmensgeschichte
Die Kornbrennerei G. Melde wurde im Jahr 1748 durch den Tuchmacher Mattheus Melde gegründet. In den nächsten 127 Jahren wurde das Familienunternehmen die größte Branntweinbrennerei der Region. Im Jahre 1875 wurde das Unternehmen an den Brauereipächter Otto Schnitter und den Kaufmann Richard Kies verkauft. Die neuen Eigentümer erweiterten die Produktpalette um Likör und Hefe. 1883 wurde die Firma von Schnitter & Kiess, Kornbrennerei, Presshefefabrik und Destillation in G. Melde geändert. 1907 wurde die Wortmarke Melde geschützt. Bis 1914 entwickelte sich die Kornbrennerei G. Melde zu einem der größten Privatunternehmen der Branche in Deutschland. Nach dem Beginn des Ersten Weltkriegs wurde das Trinkbranntweingeschäft wegen der Beschlagnahme des Getreides vorübergehend eingestellt, das Unternehmen produzierte nun Glyzerin, Hefe und Spiritus.
1933 erwarb die Cottbuser Firma Gustav Kniepf mit der Firma G. Melde das zu dieser Zeit stillliegende Kornbrennerei-Fabrikationsgeschäft nebst Kornbrennrecht sowie das dazugehörige Branntwein-, Likör- und sonstiges Spirituosengeschäft und die dazugehörigen Rezepte, Arbeitsverfahren, Warenzeichen und sonstigen Schutzrechte. Auch die Nutzung der gesetzlich geschützten Bezeichnung Melde wurde der Kniepf gestattet. Die bisherige Firma G. Melde gab die Herstellung und den Handel von Kornbranntwein innerhalb des deutschen Reiches auf und änderte ihre Firma in G. Melde, Hefefabrik GmbH in Cottbus. Im Gegenzug meldete Kniepf ihre Hefefabrik ab und änderte ihre Firma in Gustav Kniepf – Melde. Bis zum Zweiten Weltkrieg wurden die Geschäftsbereiche um Weinhandel, Fruchtsaftpresse und Obstweinkelterei ergänzt.
Nach dem Ende des Zweiten Weltkrieges kommt die Firma „Gustav Kniepf – Melde“ in Cottbus kurzzeitig unter sowjetische Verwaltung. Nach der Enteignung in der DDR wurde das Unternehmen als Konsum Kornbrand- und Likörfabrik Melde weitergeführt. Im Jahr 1992 wurde das Unternehmen von Underberg gekauft, welche die Brennerei unter dem Namen Cottbuser Kornbrennerei und Likörfabrik GmbH weiterbetrieb. Im Jahr 1996 wurde der Standort dann geschlossen.
Die Brennereigebäude wurden ab 2013 in Wohnungen und Ateliers umgebaut.